# 奈良駅
奈良駅（ならえき）は、奈良県奈良市三条本町にある、西日本旅客鉄道（JR西日本）の駅である。

## 概要
奈良市の中心駅であり、天王寺・京都方面へ向かう快速列車が多数発着している。第3回近畿の駅百選に選定されている。
2010年の平城遷都1300年記念事業にあわせて行われた駅周辺の土地区画整理事業に伴って、当駅の高架化事業が行われ、同年3月13日に最後まで地上のりばから発着していた桜井線が高架化された。
なお、近鉄奈良線の近鉄奈良駅は、当駅から直線距離で約900メートルほど東に位置しており（徒歩距離は三条通り経由で約1,100メートル）、移動に徒歩15分程度を要する。近鉄奈良駅は市中心部や主要観光地に近く、当駅より利用者数が多い。

### 乗り入れ路線
当駅には以下の路線が乗り入れている。
- 関西本線 - 当駅の所属線[5]であり、「大和路線」の愛称区間に含まれている。駅番号はJR-Q36。
- 桜井線 - 当駅を起点としている[6]。「万葉まほろば線」の愛称が設定されている。

線路名称上、当駅に乗り入れている路線は以上の2路線であるが、これらに加えて関西本線木津駅を起点・終点とする以下の2路線の列車も乗り入れている。
- 奈良線 - 木津駅を通る全列車が当駅まで乗り入れる。駅番号はJR-D21。
- 片町線 - 「学研都市線」の愛称がある。早朝・深夜の2往復のみが乗り入れる。

## 歴史

### 年表

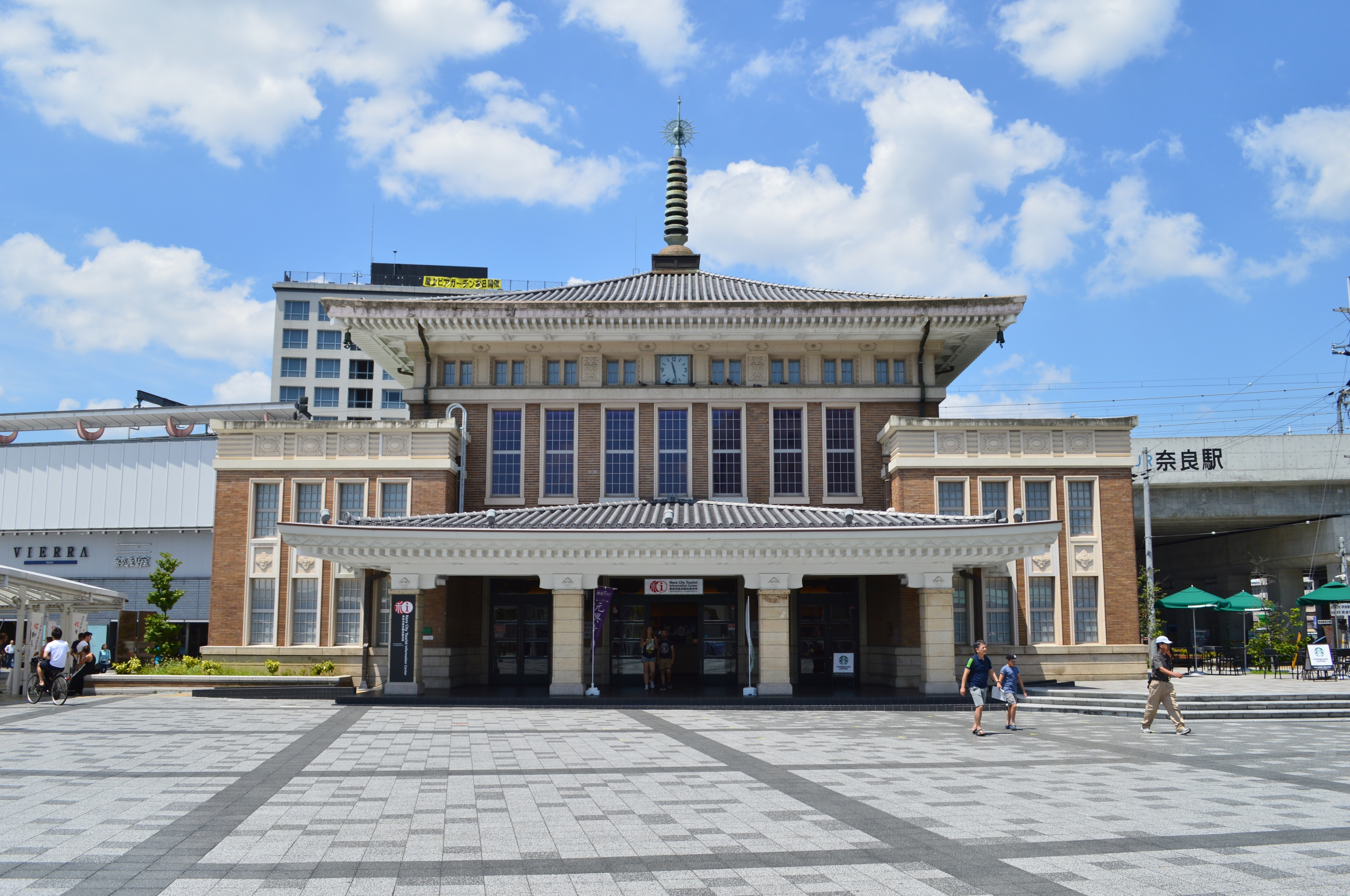
2代目駅舎（現：奈良市総合観光案内所）（2016年8月）

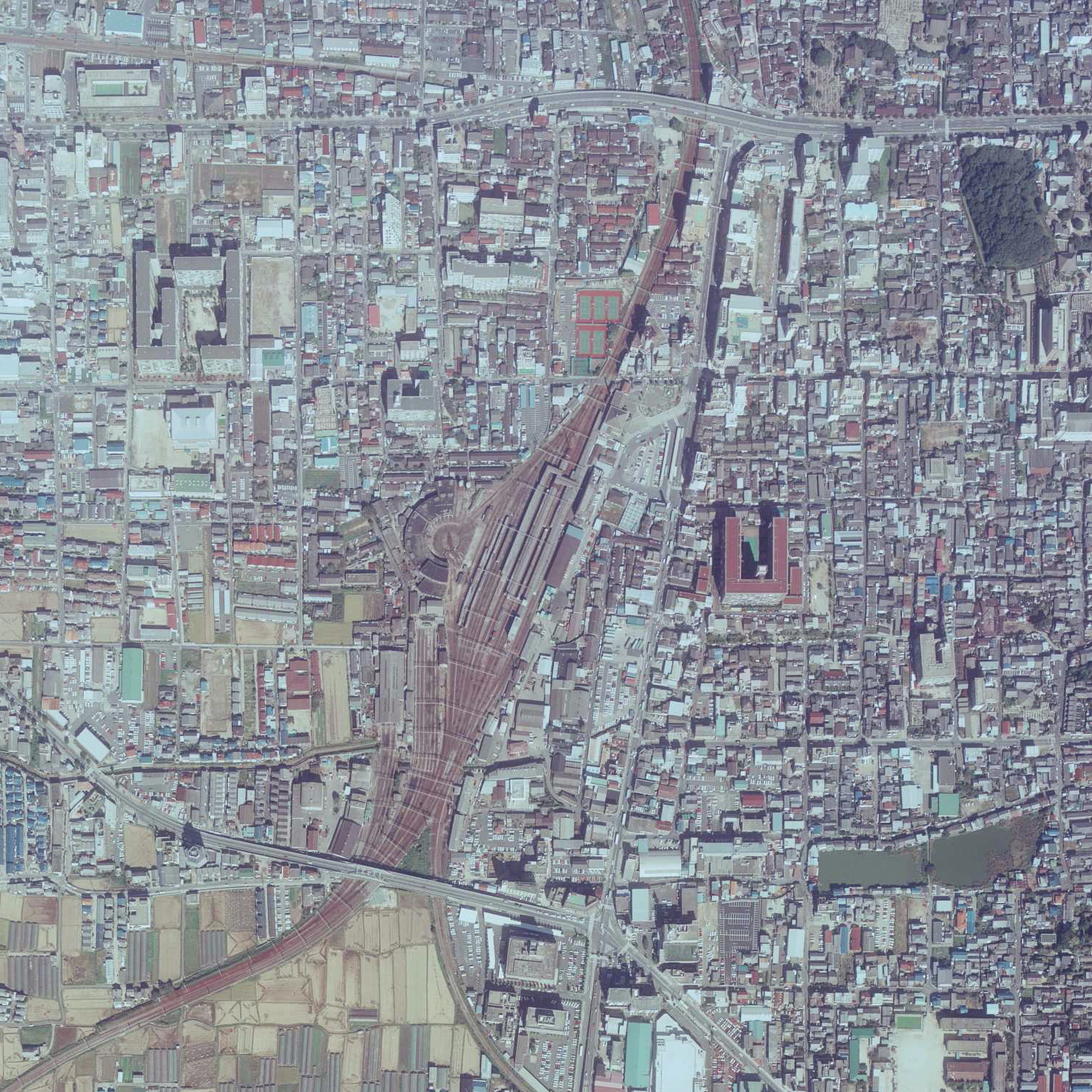
奈良駅周辺の空中写真（1985年10月撮影）

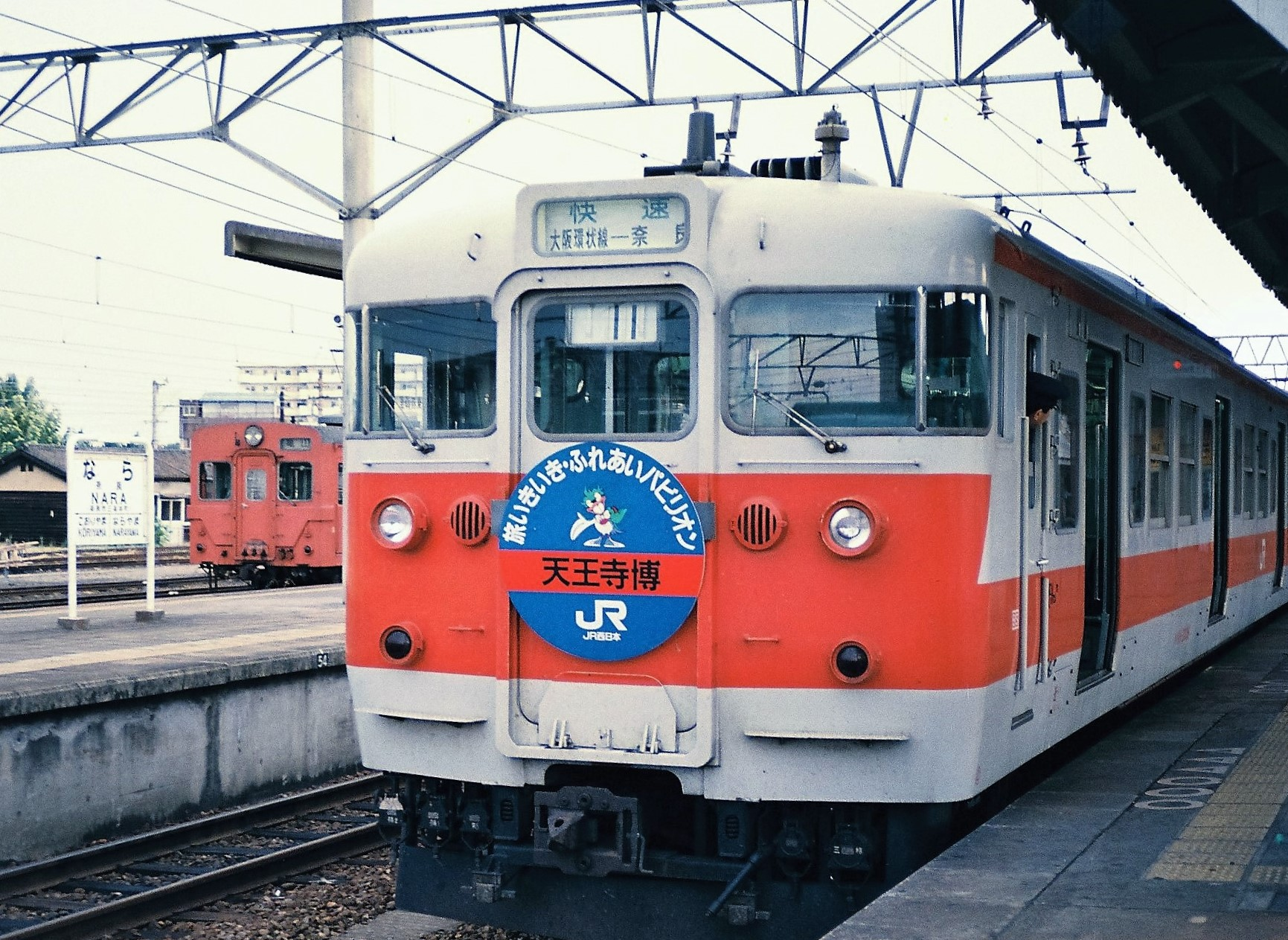
地上駅時代の奈良駅に停車する113系関西線快速

- 1890年（明治23年）12月27日：大阪鉄道 (初代) 王寺駅 - 当駅間の開通に伴い、一般駅として開業[5]。
- 1896年（明治29年）4月18日：奈良鉄道木津駅 - 当駅間が開業[5]。
- 1899年（明治32年）
  - 5月21日：関西鉄道大仏駅 - 当駅間が開業[7]。
  - 10月14日：奈良鉄道京終駅 - 当駅間が開通[6]。
- 1900年（明治33年）6月6日：大阪鉄道が関西鉄道に合併[5][7]。
- 1905年（明治38年）2月7日：奈良鉄道が関西鉄道に合併[7]。これを以って関西鉄道の単独駅となる[5]。
- 1907年（明治40年）
  - 8月21日：関西鉄道加茂駅 - 大仏駅 - 当駅間が廃止[8]。
  - 10月1日：関西鉄道が国有化され、官営鉄道の駅になる[7]。
- 1909年（明治42年）10月12日：線路名称制定により、木津方面と王寺方面（旧・大阪鉄道）が関西本線、京終方面（旧・奈良鉄道）が桜井線となる[8]。
- 1934年（昭和9年）9月11日：寺院風の二代目駅舎が完成[9]。
- 1945年（昭和20年）7月22日：空襲による被害を受ける。
- 1965年（昭和42年）10月：みどりの窓口が設置される[10]。
- 1984年（昭和59年）2月1日：貨物および荷物の営業が廃止され、旅客駅となる[5]。
- 1987年（昭和62年）
  - 4月1日：国鉄分割民営化により西日本旅客鉄道（JR西日本）の駅となる[5][7]。
  - 7月31日：駅舎のライトアップが始まる[11]。
- 1988年（昭和63年）3月13日：路線愛称の制定により、関西本線で「大和路線」の愛称を使用開始。
- 1998年（平成10年）8月8日：自動改札機を設置し、供用開始[12]。
- 2000年（平成12年）：西口がオープン
- 2003年（平成15年）
  - 9月7日：高架化工事のため仮駅舎に移転[13]。
  - 11月1日：ICカード「ICOCA」の利用が可能となる[14]。
- 2004年（平成16年）5月11日：二代目駅舎を曳家工法で移動[9][15]。
- 2005年（平成17年）9月11日：高架化工事のため仮線・仮設ホームでの営業を開始[16]（当初は同年5月22日の予定であったが、JR福知山線脱線事故の影響により延期された[17]）。
- 2006年（平成18年）7月7日：構内遺跡の存在が発表される。
- 2008年（平成20年）6月29日：関西本線ホームが高架化[18]。
- 2009年（平成21年）10月4日：大阪環状・大和路線運行管理システム導入。
- 2010年（平成22年）
  - 3月13日：桜井線ホームが高架化され、駅機能がすべて高架部に移設[4]。路線愛称の制定により、桜井線の当駅 - 高田駅間で「万葉まほろば線」の愛称を使用開始。
  - 10月3日：東西自由通路が開通し、ビエラ奈良が先行オープン[19]。
- 2011年（平成23年）：駅東口デッキに屋根を設置。
- 2012年（平成24年）3月2日：ビエラ奈良が全面開業[20]。
- 2013年（平成25年）3月：連続立体交差事業が完了[21]。
- 2018年（平成30年）3月17日：駅ナンバリングが導入され、使用を開始。
- 2024年（令和6年）3月16日：ダイヤ改正に伴い、新設される通勤特急「らくラクやまと」の停車駅となる[22]。
- 2025年（令和7年）3月15日：ダイヤ改正に伴い、定期列車化される特急「まほろば」の停車駅となる[23]。

### 連続立体交差事業
JR奈良駅周辺は、かつて関西本線（大和路線）と桜井線が地上を走っており、奈良市の新旧市街地を東西に分断していたため奈良市の発展を妨げていた。また、これらと交差する跨線橋も狭く、周辺道路の交通渋滞が著しかった。そこで、街の再生と交通の円滑化を図るため、平城遷都1300年にあたる2010年（平成22年）の高架化完成を目指し、2002年（平成14年）から連続立体交差が進められ、周辺土地区画整理事業（シルクロードタウン）や3箇所の高架橋道路の平坦化が行われた。
地上駅時代は乗り換え跨線橋で東西を結んでおり、東西2箇所に改札口があった。

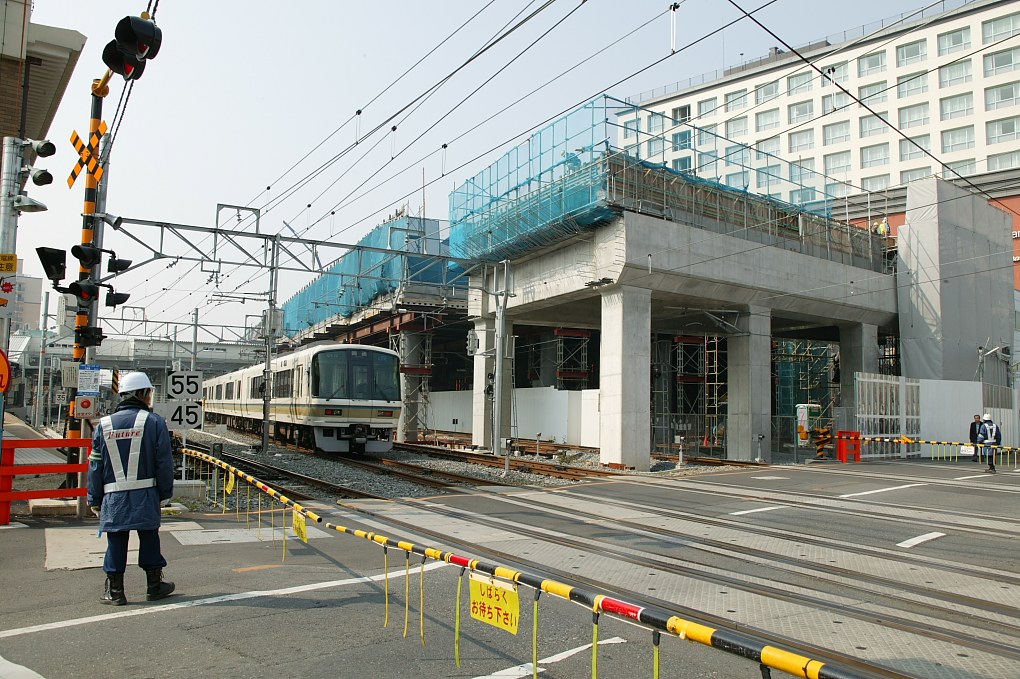
高架工事の様子（2007年3月）
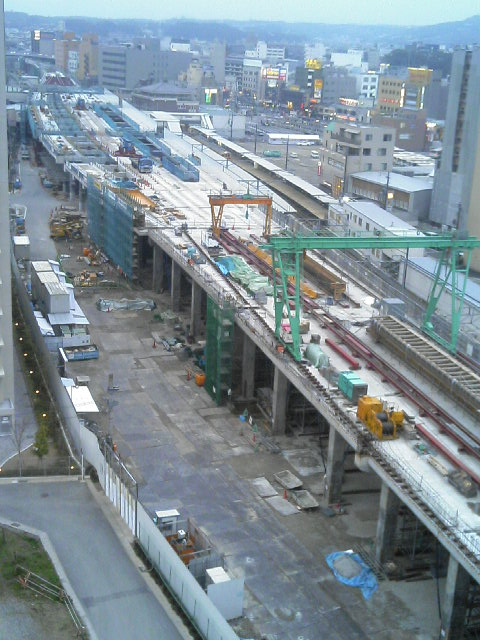
高架工事の全景（2007年4月）
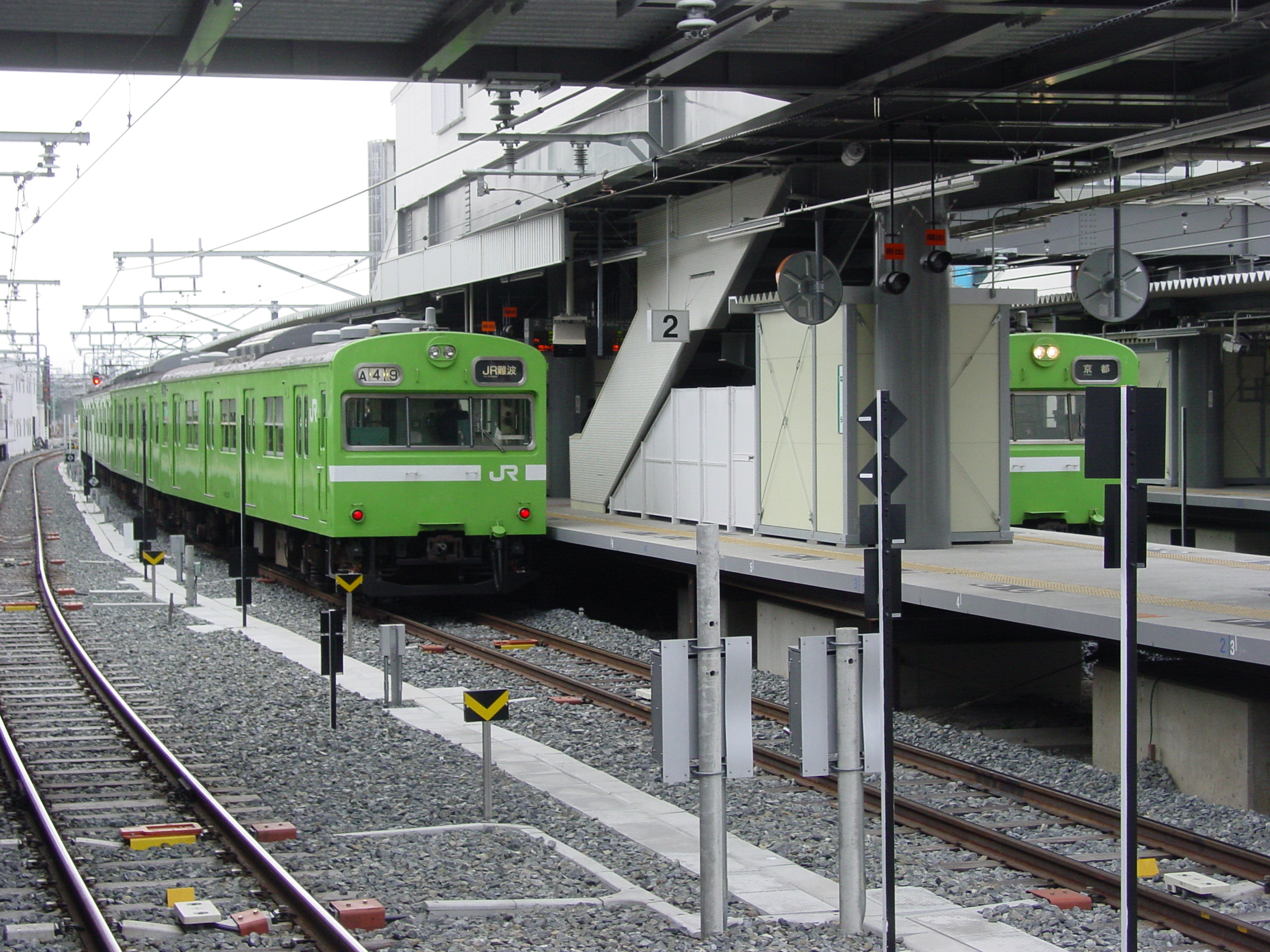
地上仮駅時代の2・3番のりば（2005年1月）
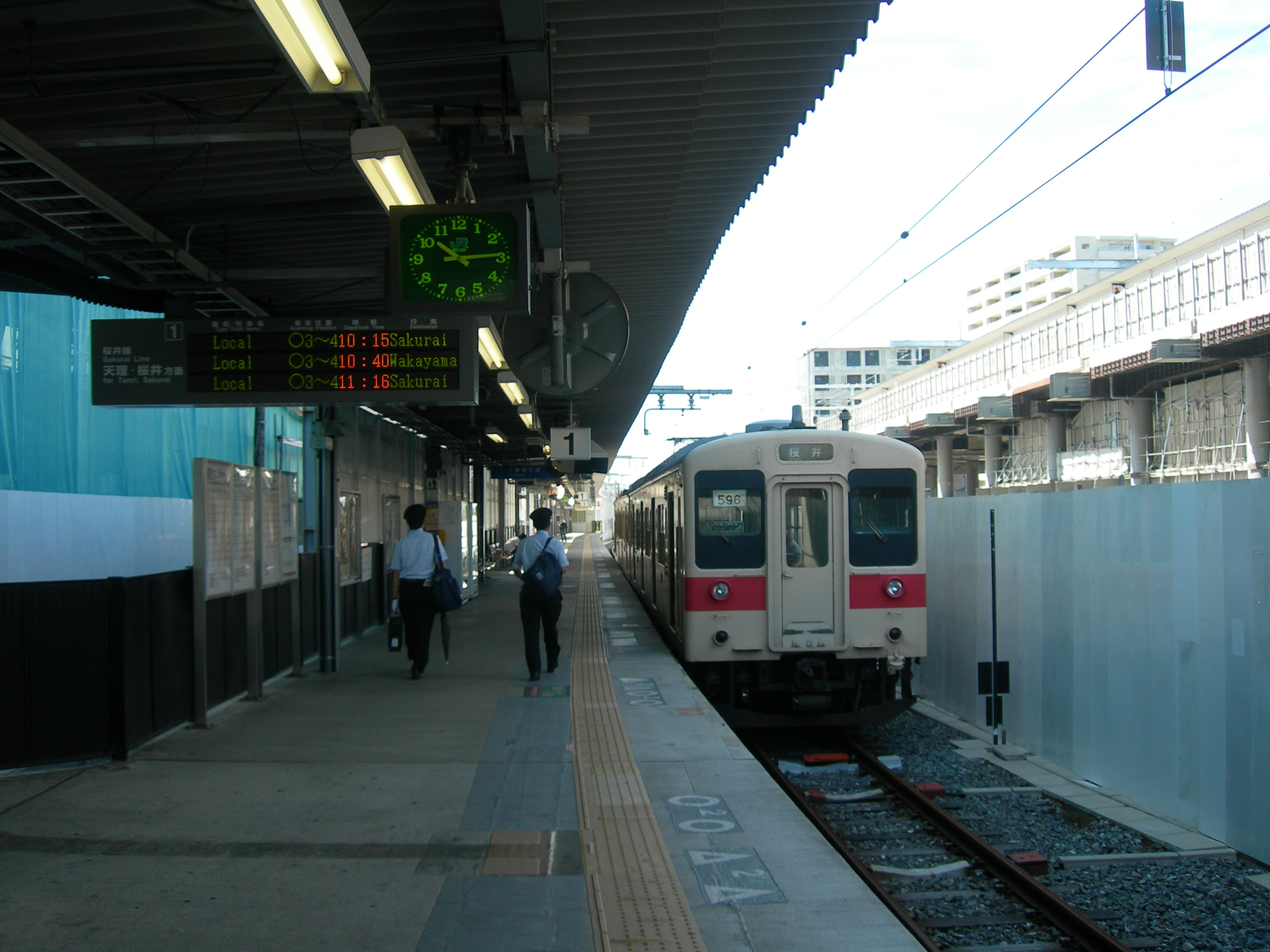
地上仮駅時代の1番のりば（2008年8月）
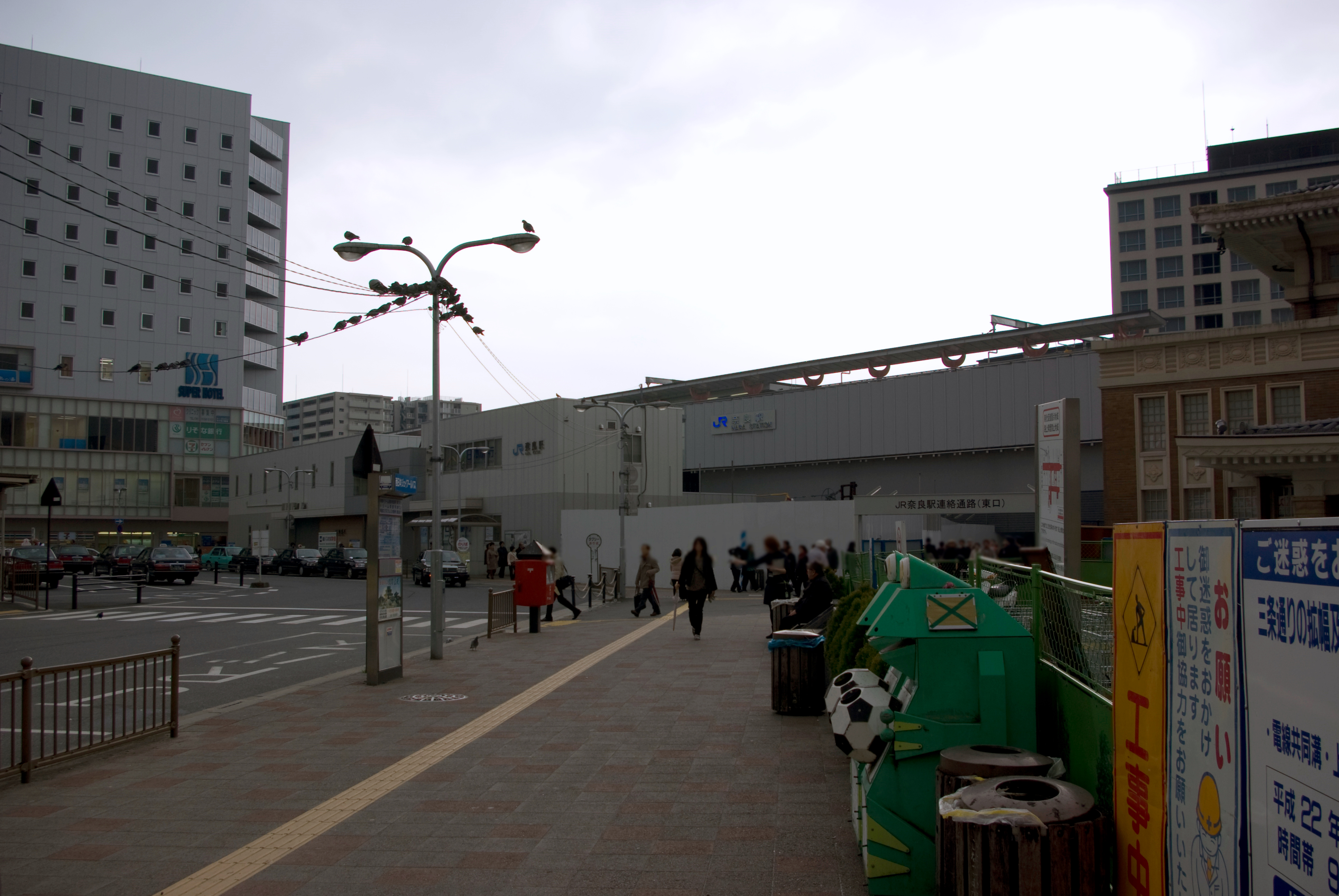
駅前交差点から2代目駅舎、高架、仮駅舎を望む（2010年3月）
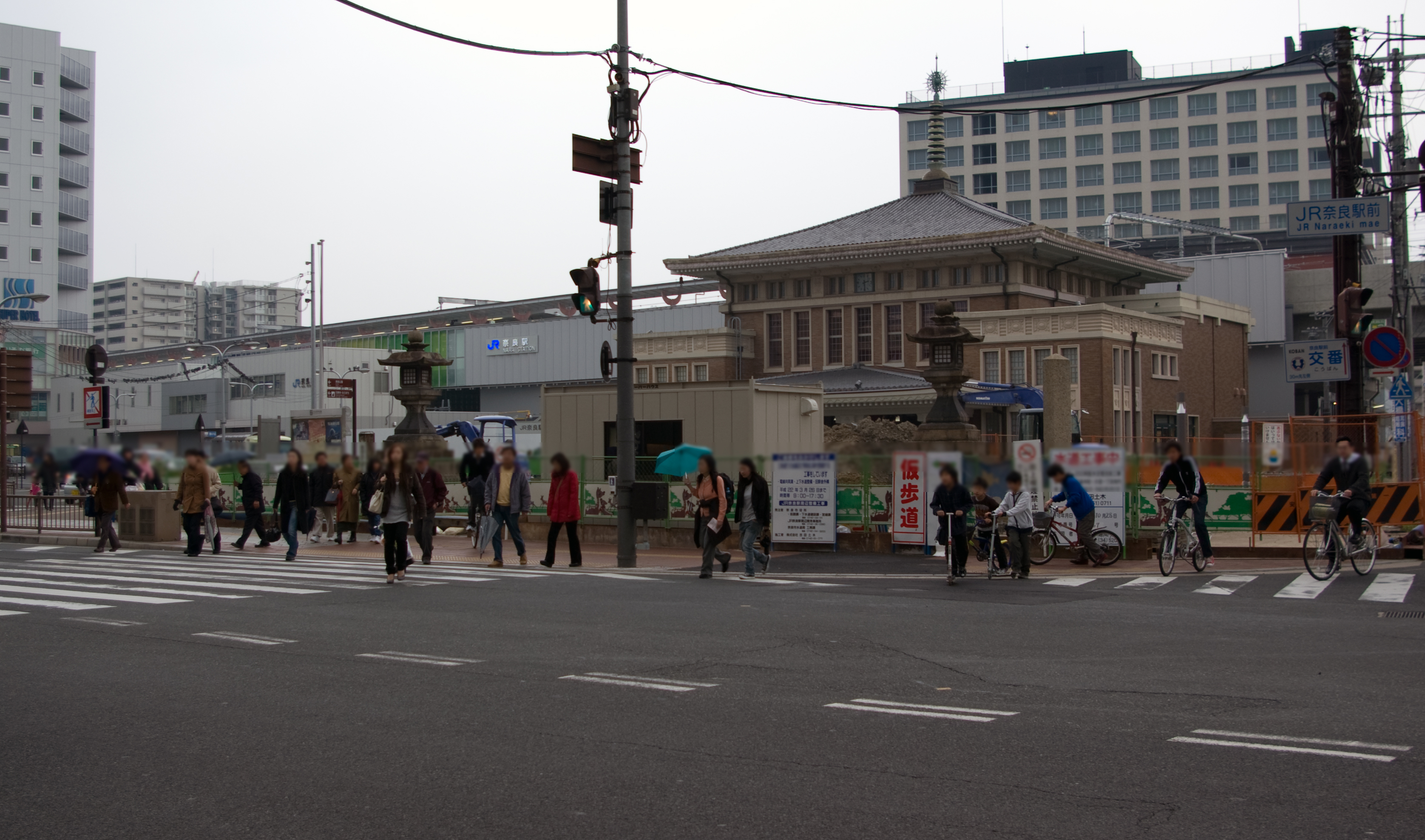
左：使用停止された仮駅舎 中央奥：高架化された新駅舎の入り口 右：保存された2代目駅舎（2010年3月）
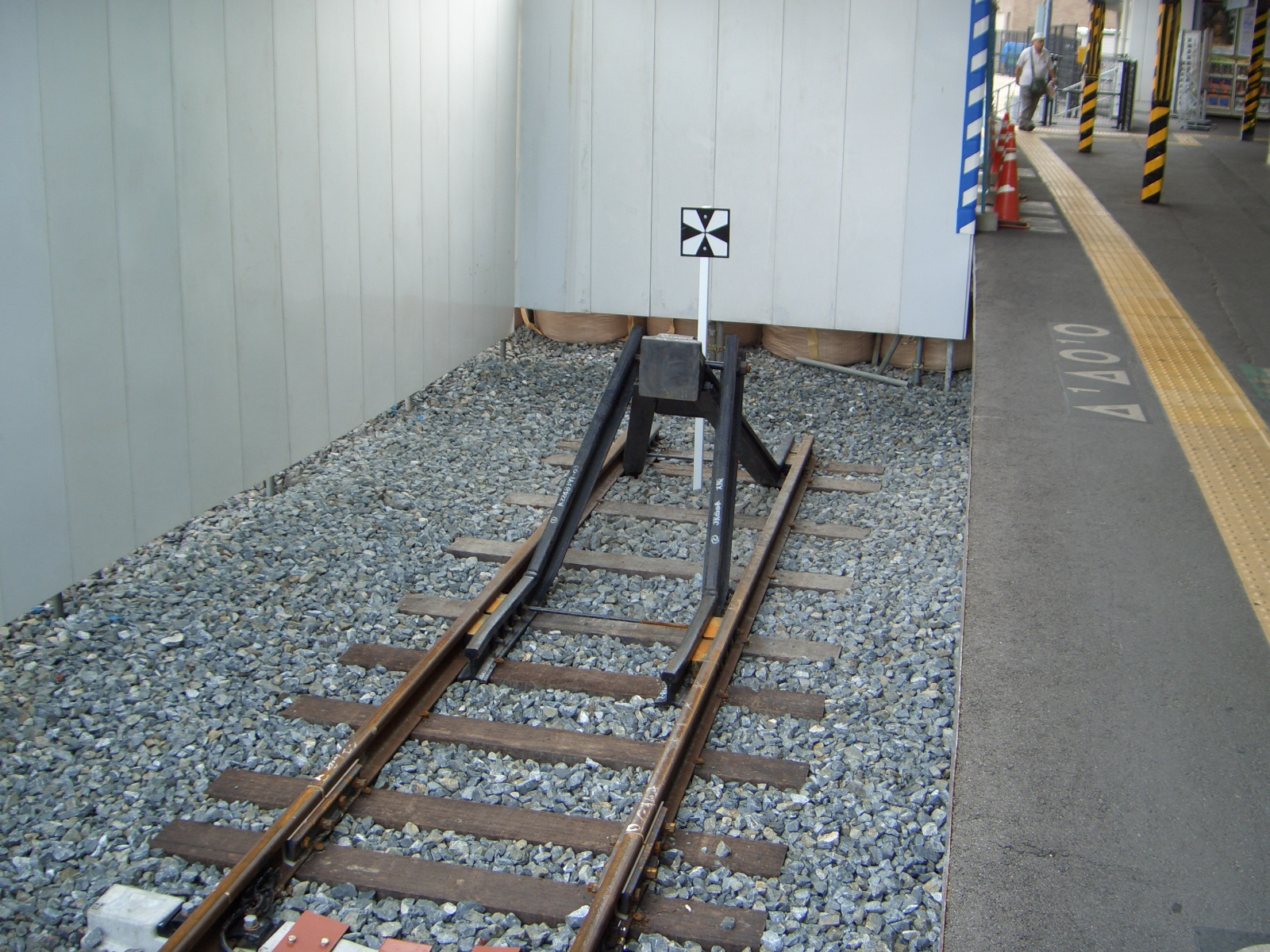
高架工事当時の奈良駅桜井線構内。当駅が起点ゆえ、車止めがあった（2008年8月）

### 2代目駅舎の保存・活用
2003年（平成15年）9月6日まで使われていた2代目駅舎は1934年（昭和9年）に完成したもので、周囲の景観に配慮して方形屋根に相輪を持つ和洋折衷様式が採用されている。大阪鉄道局建築課が京都帝室美術館懸賞設計に応募し落選した設計案を再利用したものだった。高架化に伴い取り壊される予定であったが、その歴史的価値から反対の声は根強かったこともあり、曳家によって元の位置から18m移動された上で保存され、2009年から奈良市総合観光案内所として利用されている。
この旧駅舎は、2007年に近代化産業遺産、2011年に土木学会選奨土木遺産となっている。
なお、旧駅舎のホールにはなら・シルクロード博覧会に出品されたサモトラケのニケのレプリカ像が飾られていたが、駅舎移設に際して奈良市立一条高等学校に寄贈されている。

### 構内遺跡
高架化工事中の2006年（平成18年）、旧駅ホームの下から謎の遺構が発見されたため奈良県立橿原考古学研究所による発掘調査が行われた結果、明治時代の転車台と判明した。発掘された転車台は高架化工事に支障するため、そのままの形で保存されることなく撤去されたが、一部のレンガなどは同研究所附属博物館が保存し、展示会も行われている。
奈良駅には奈良機関区（のち奈良気動車区）が所在していたことから、1980年代後半までは転車台と機関庫が存在しており、1986年（昭和61年）8月に蒸気機関車C56形160号機による「SL大和路号」が運転された際にこの転車台が使用されている。

## 駅構造

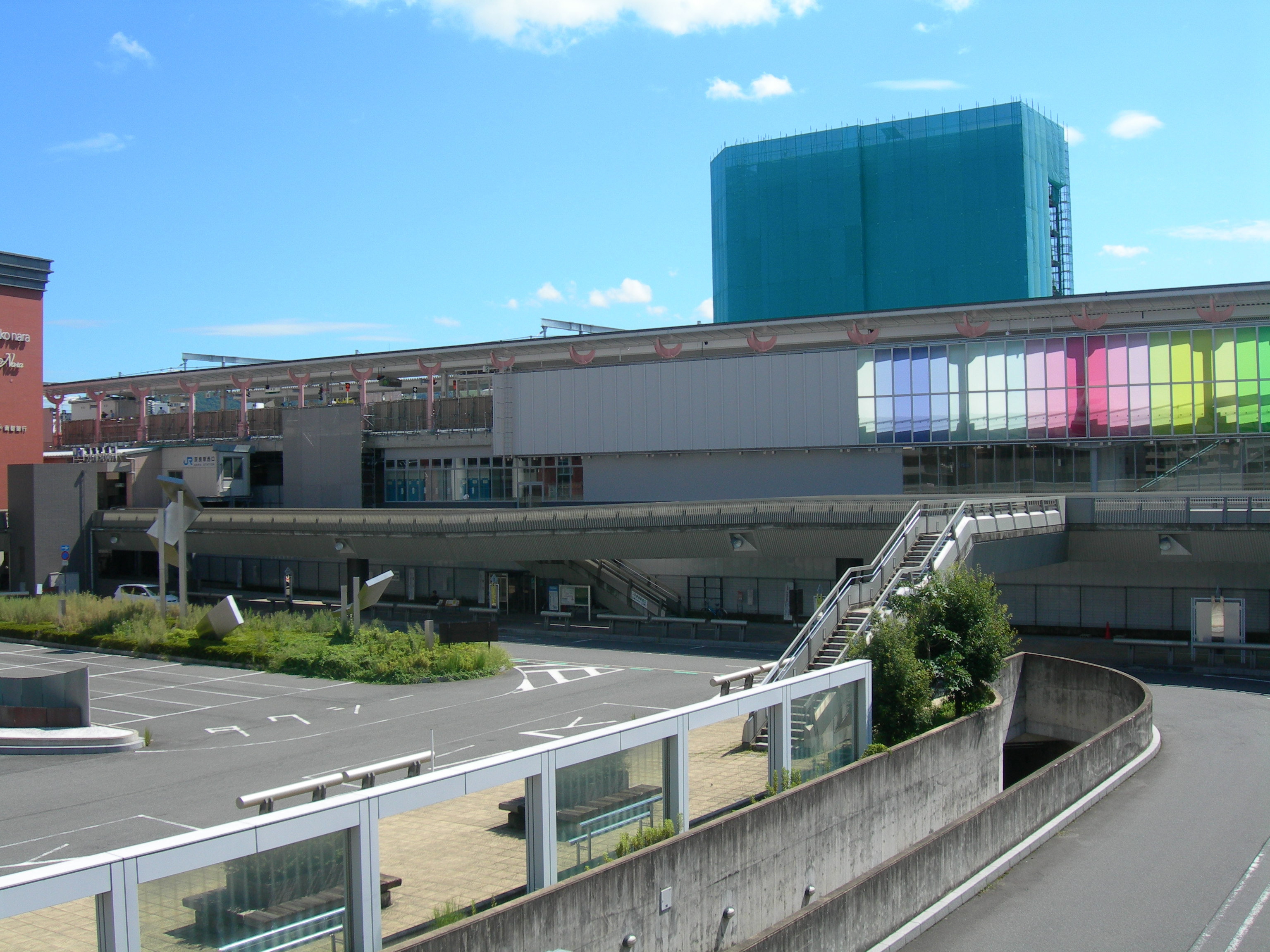
西口（2008年8月）

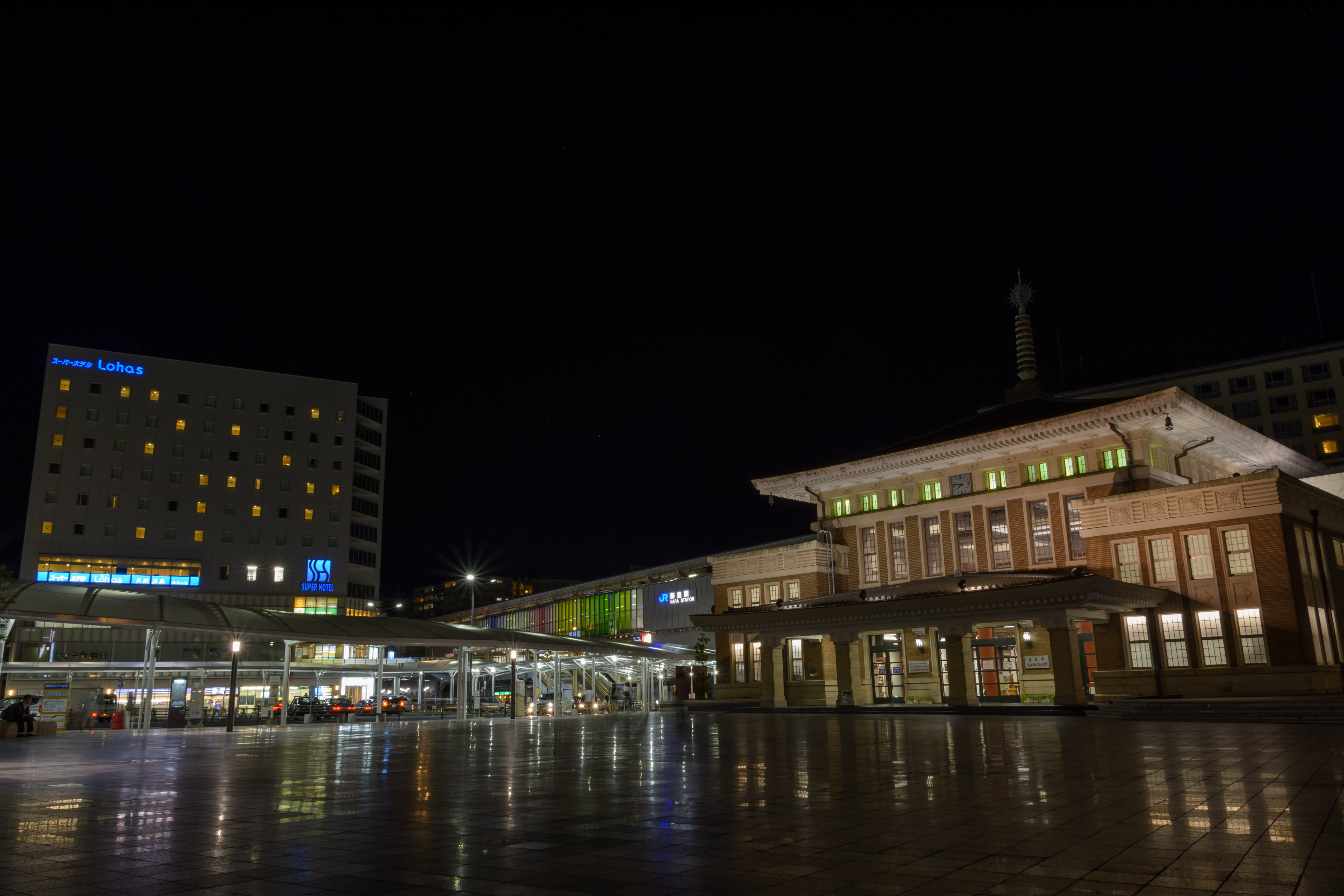
夜の東口とバスターミナルおよび奈良市総合観光案内所（2代目駅舎）（2014年9月）

2010年3月13日に完成した3階建ての駅舎の高架駅で、改札口は高架化を機に2階の1ヶ所に集約し、3階がホーム、2階は駅業務施設と商業施設、1階は商業施設が設けられている。ホームと線路の配置は島式ホーム3面5線の構造である。
駅舎ファサードの基本コンセプトは『「奈良らしさの表現」―青丹よし―』であり、3階のホームの側壁には五色のカーテンウォールが設置され、「青丹よし」を現代的に表現している。ホーム部分には寺社の伽藍をイメージした飾り鉄柱を設置、サーモンピンクに塗られている。飾り柱の上には、垂木をイメージした装飾も設置されている。また、2階部分外装は白壁を意識した白塗り、1階部分外装は近隣のなら100年会館のような瓦をイメージした黒タイル張りとなっている。
内装は、改札内は無装飾であるが、改札外部分は天井には格天井を意識した装飾が、また柱は吉野杉で美装されており、一部柱には組物を思わせる装飾が施されている。また、柱からは釣灯篭を思わせる照明も吊るされている。
駅舎構内には1階・2階部分に幅員20mの自由通路が作られ、西口2階はデッキと接続、東口2階はJR奈良駅NKビルと接続した上で、1階に降りる階段とエスカレーターが設置されている。また、2010年10月3日には、1階自由通路南側には商業施設「ビエラ奈良」が開業し、2012年3月2日に自由通路北側の1・2階部分に「ビエラ奈良」の第2期分が増床オープンした。
当駅は駅長が配置された直営駅であり、管理駅として関西本線の他駅も管理している。

### のりば
| のりば | 路線           | 行先                           | 備考               |
| ------ | -------------- | ------------------------------ | ------------------ |
| 1      | 万葉まほろば線 | 天理・桜井・高田方面           |                    |
| 2      | 大和路線       | 王寺・天王寺・JR難波・大阪方面 | 一部1・3番のりば   |
| 3      | 学研都市線     | 木津・四条畷・宝塚方面         | 3・4番から早朝のみ |
| 4      | 奈良線         | 木津・宇治・京都方面           | 一部3・5番のりば   |
| 5      | 大和路線       | 木津・加茂・亀山方面           | 一部3・4番のりば   |

付記事項
- 上記の路線名は旅客案内上の名称（「大和路線」と「万葉まほろば線」と「学研都市線」は愛称）で表記している。
- 1番のりばと同一ホームの反対側は、数字のないのりばとなっている。2番のりばに到着する列車は両側で客扱いを行い、大和路線下り列車と万葉まほろば線の列車が同一ホームで乗り換えることができる。2番のりばへの到着時には、2番のりば側の扉が先に開き、発車時はのりば番号なし側の扉が先に閉まる。なお、数字のないのりばは「こののりば」と自動放送されている。
- 朝ラッシュ時に桜井線（万葉まほろば線）・和歌山線経由でJR難波駅へ向かう快速があるが、大和路線経由の列車と誤乗を防ぐ意味で、「普通 万葉まほろば線経由王寺行き」と案内されている。 3方向すべての入線・発車に対応しているのは3・4番のりばのみである。1・2番のりばは木津・桜井方面からの入線と法隆寺・桜井方面への発車のみ対応しており、5番のりばは法隆寺方面からの入線と木津方面への発車のみ対応している。なお、関西本線の下り本線は2番線、上り本線は5番線である。

旅客案内上ののりばと運転取り扱い上の番線
- 1番のりば：1番線
- 番号無しのりば、および2番のりば：2番線（下り本線）
- 3番のりば：3番線
- 4番のりば：4番線
- 5番のりば：5番線（上り本線）

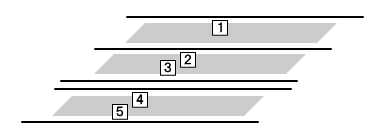
ホーム配置図
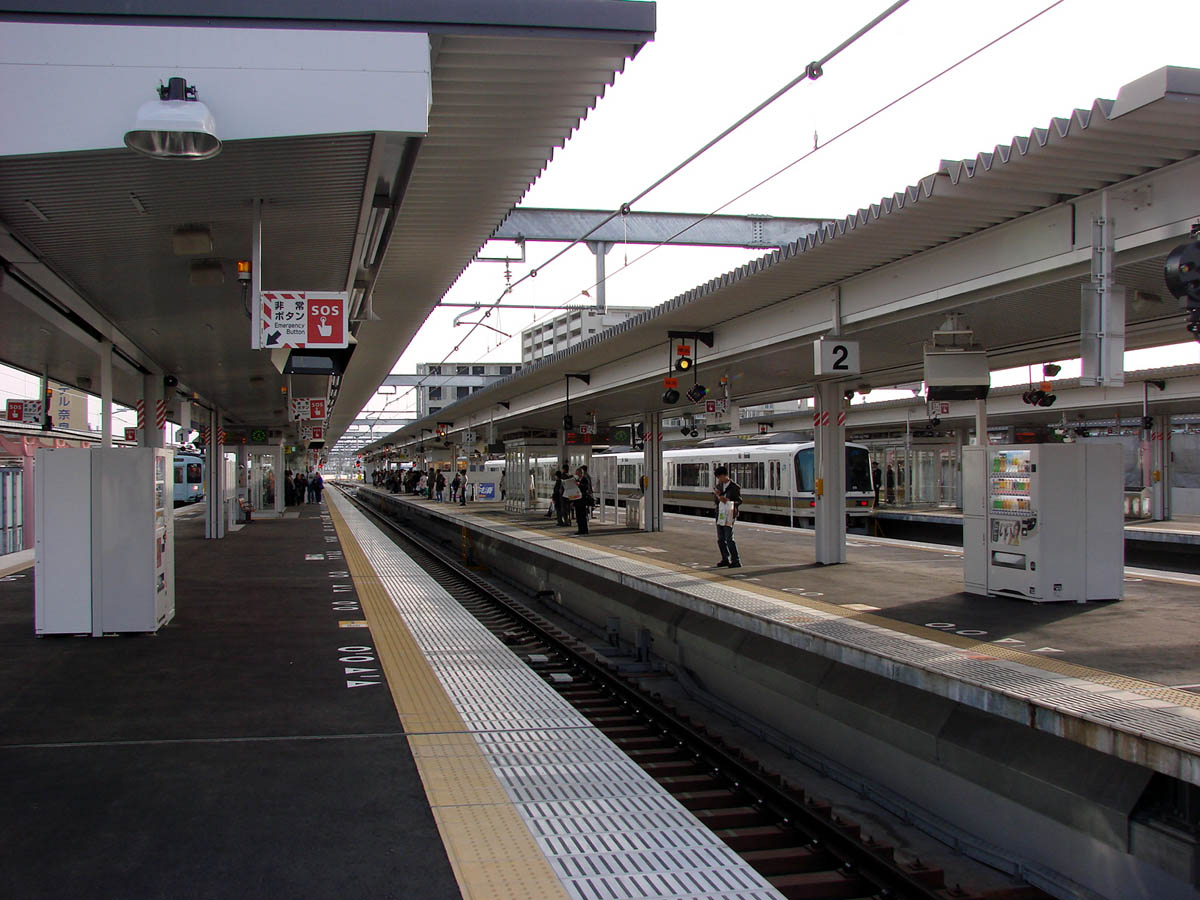
2番のりば（2010年3月）
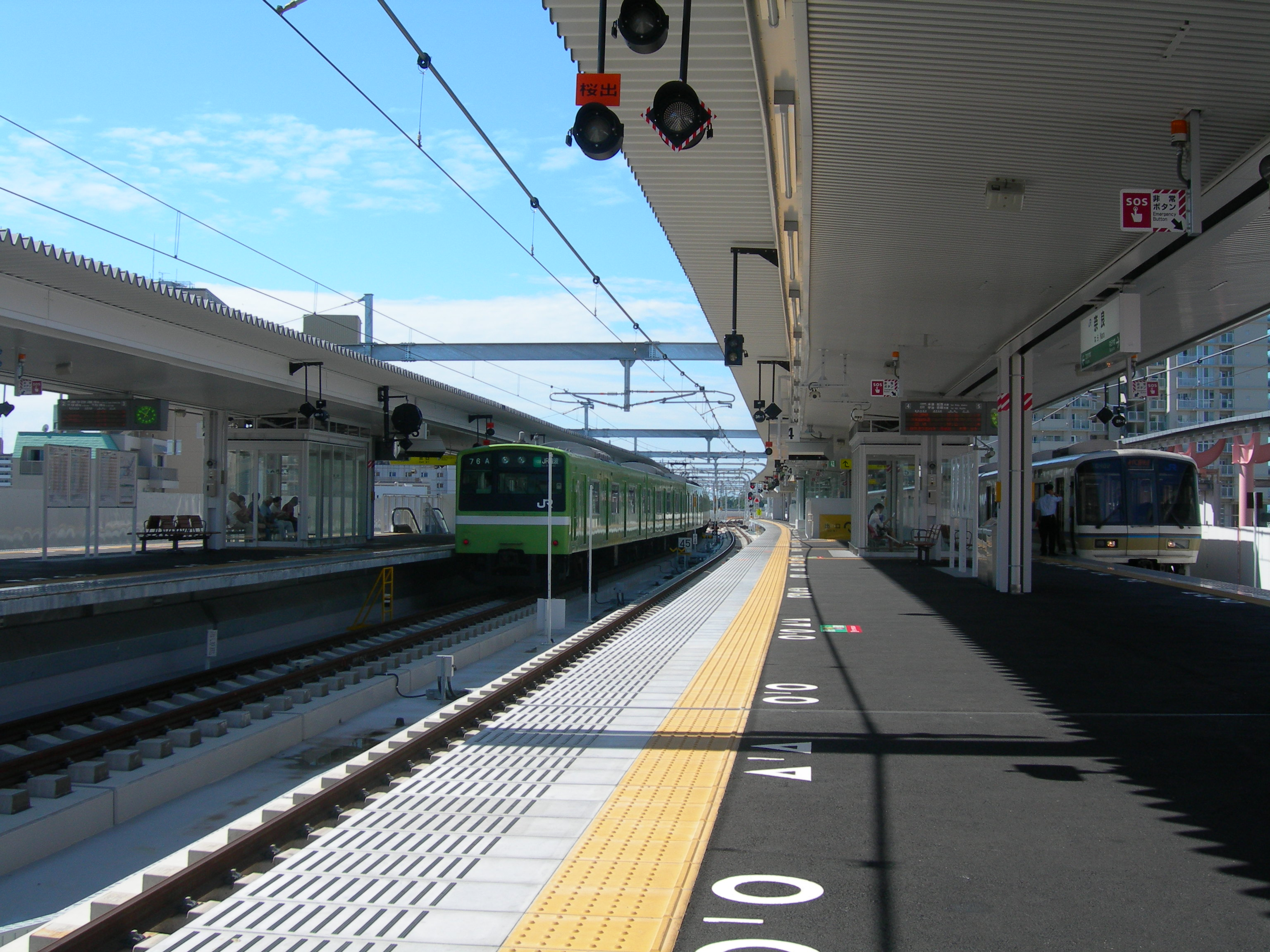
4・5番のりば（2008年8月）

## 利用状況
2023年（令和5年）度の1日平均乗降人員は33,820人である。奈良県内のJR西日本の駅では王寺駅（王寺町）に次ぐ2位。奈良市内では近鉄奈良駅、学園前駅、大和西大寺駅に次ぐ4位（3位以上はいずれも近鉄の駅）。
ジャパンレールパスやJR West Rail Passの発売が開始された後、奈良を訪問する外国人観光客の利用者は増加している。
「奈良県統計年鑑」、「統計なら」によると、近年の1日平均乗車人員は以下の通りである。
| 年度               | 1日平均 乗車人員 | 備考    |
| ------------------ | ---------------- | ------- |
| 1993年（平成05年） | 19,894           |         |
| 1994年（平成06年） | 19,748           |         |
| 1995年（平成07年） | 20,310           |         |
| 1996年（平成08年） | 20,796           |         |
| 1997年（平成09年） | 20,218           |         |
| 1998年（平成10年） | 20,434           |         |
| 1999年（平成11年） | 20,332           |         |
| 2000年（平成12年） | 20,023           |         |
| 2001年（平成13年） | 20,052           |         |
| 2002年（平成14年） | 19,574           |         |
| 2003年（平成15年） | 19,201           |         |
| 2004年（平成16年） | 18,973           |         |
| 2005年（平成17年） | 18,700           |         |
| 2006年（平成18年） | 18,548           |         |
| 2007年（平成19年） | 18,371           |         |
| 2008年（平成20年） | 18,362           |         |
| 2009年（平成21年） | 17,829           |         |
| 2010年（平成22年） | 18,161           |         |
| 2011年（平成23年） | 17,250           |         |
| 2012年（平成24年） | 17,469           |         |
| 2013年（平成25年） | 17,543           |         |
| 2014年（平成26年） | 17,486           |         |
| 2015年（平成27年） | 18,071           |         |
| 2016年（平成28年） | 18,152           |         |
| 2017年（平成29年） | 18,307           |         |
| 2018年（平成30年） | 18,350           | [ * 1 ] |
| 2019年（令和元年） | 18,145           | [ # 1 ] |
| 2020年（令和02年） | 13,169           | [ # 2 ] |
| 2021年（令和03年） | 13,826           | [ # 3 ] |
| 2022年（令和04年） | 15,303           | [ # 4 ] |
| 2023年（令和05年） | 16,910           | [ # 5 ] |

## 駅周辺
奈良市の目抜き通りである三条通り商店街の西端に位置する。春日大社参道の始点であり、参道入口を示す常夜灯が駅前広場に立つ。三条通りは歴史ある地元向け老舗店と観光客向けの土産物店などが混在するが、2000年代以降は全国チェーンのレストランやカフェなども増えている。
寺社の建ち並ぶ観光地である奈良公園へは、駅を東へ、三条通り商店街を徒歩（約15分）で向かうか、奈良交通の市内循環バスなどの公共交通機関を利用することになる。
駅前東側を南北に京都府道・奈良県道754号木津横田線が走る。西側はシルクロードタウン21と称する再開発により、ホテルやショッピングモール、なら100年会館、マンションなどができている。
駅東側
- 奈良公園（春日大社・興福寺・東大寺）
- ならまち
- 近鉄奈良駅
- 奈良きたまち
- やすらぎの道
- 念仏寺山古墳（開化天皇陵）
- 奈良県総合庁舎
- 奈良市生涯学習センター
- 奈良県立大学
- 奈良理容美容専門学校
- 奈良調理短期大学校・若羽調理専門学校
- 奈良交通 本社
- DMG森精機 本社（奈良商品開発センタ）
- 奈良警察署
- 農協会館（JAならけん）
- 日本郵便 奈良三条郵便局
- 日本郵便 奈良小川町郵便局
- 南都銀行 JR奈良駅前支店
- 奈良ワシントンホテルプラザ
- ホテルフジタ奈良
- スーパーホテルLohas・JR奈良駅（JR奈良駅NKビル）
- スーパーホテルJR奈良駅前・三条通り
- コンフォートホテル奈良
- 天然温泉 吉野桜の湯 御宿 野乃 奈良
- スマイルホテル奈良
- ABホテル奈良

駅西側
- 近鉄新大宮駅
- なら100年会館
- 県民共済会館
- 奈良女子高等学校
- 奈良高等専修学校
- 大宮幼稚園・保育園
- 奈良中央郵便局
- ホテル日航奈良・シルキア奈良
- ピアッツァホテル奈良
- ダイワロイネットホテル 奈良
- 関西スーパー 奈良三条店

## バス路線

### 一般路線バス
一般路線はすべて奈良交通によって運行されており、ほぼ全ての路線が近鉄奈良駅も経由する。のりばは西口、東口に分かれている。詳細は奈良交通公式サイトの主要なのりばJR奈良駅を参照。なお、かつては近畿日本鉄道や京阪バスの京都駅行など、比較的運行距離が長い路線も発着していた。

### 高速バス・リムジンバス
すべて東口4番のりばから発車する。
西日本ジェイアールバス
- 「プレミアムドリーム号」（西日本JRバス・JRバス関東）：東京駅日本橋口・東京ディズニーランド(TDL) 行
- 「青春エコドリーム号」（西日本JRバス・JRバス関東）：バスタ新宿（新宿駅）・東京駅日本橋口行

奈良交通
- 「やまと号」奈良新宿線（奈良交通・関東バス）：バスタ新宿（新宿駅）・京王プラザホテル 行
- 「やまと号」千葉線（奈良交通・京成バス）：京成上野駅・東京ディズニーリゾート(TDL)・津田沼駅 行
- 名古屋線（奈良交通・名鉄バス） ：名鉄バスセンター（名鉄名古屋駅） 行
- 関西国際空港線（奈良交通・関西空港交通） ：関西空港第1ターミナル・第2ターミナル 行
- 大阪（伊丹）空港線（奈良交通・阪急観光バス[38]） ：大阪空港 行

日本中央バス
- 「シルクライナー」松井田仲町・磯部温泉入口・安中市役所・高崎駅西口・新前橋駅・前橋駅南口・前橋バスセンター行
- 「シルクライナー」さいたま新都心駅東口・館林バスセンター・館林市役所・邑楽町役場・大泉町役場・BUSターミナルおおた・太田駅南口・桐生駅南口・伊勢崎駅南口・前橋バスセンター行

東京富士交通
- 「ナイトライナーアルファ」（東京富士交通）：新宿・東京駅行

## 隣の駅
西日本旅客鉄道（JR西日本）
 大和路線（関西本線）
- 特急「まほろば」（おおさか東線経由）、通勤特急「らくラクやまと」発着駅（大阪環状線経由）

■直通快速
奈良駅 (JR-Q36) - 郡山駅 (JR-Q34)
■大和路快速・■快速・■区間快速・■普通
平城山駅 (JR-Q37) - （佐保信号場） - 奈良駅 (JR-Q36) - 郡山駅 (JR-Q34)
 奈良線（木津駅 - 当駅間は関西本線）
■みやこ路快速・■快速
木津駅 (JR-D19) - 奈良駅 (JR-D21) ← 郡山駅(JR-Q34)
■区間快速・■普通
平城山駅 (JR-D20) - （佐保信号場）- 奈良駅 (JR-D21) ← 郡山駅(JR-Q34)
 万葉まほろば線（桜井線）
■快速・■普通
奈良駅 - 京終駅

### かつて存在した路線
関西鉄道
大仏駅 - 奈良駅